# Нескоротливий термогенез
Нескоротли́вий термогене́з — збільшення теплопродукції організму тварин без м'язового скорочення (тремтіння). Основним механізмом є активація бурої жирової тканини, характерна виключно для плацентарних ссавців. Тепло виділяється за рахунок білка термогеніну, який пропускає іони гідрогену (протони) з міжмембранного простору до матриксу мітохондрії повз АТФ-синтазу.
Нескоротливий термогенез також може відбуватися в скелетних м'язах. Пептид сарколіпін зв'язується з кальцієвою помпою SERCA1 та призводить до вільного витікання кальцію з вивільненням тепла.
У низки гілок ссавців втрачений ген термогеніну, а з ним і можливість генерувати тепло в бурій жировій тканині.